# Кикишовка
Кикишовка (укр. Кикишівка) — село на Украине, основано в 1670 году, находится в Бердичевском районе Житомирской области.
Код КОАТУУ — 1820886802. Население по переписи 2001 года составляет 268 человек. Почтовый индекс — 13376. Телефонный код — 4143. Занимает площадь 1,504 км².

## Адрес местного совета
13375, Житомирская область, Бердичевский р-н, с.Терехово, ул.Советская, 1